# Михаил Фучалов
Михаил Янков Фучалов е български анархист, един от организаторите и пропагандаторите на анархизма в град Пазарджик. По-голям брат е на Владимир Фучалов (1900 – 1977), също анархист. 
Двамата с брат си са анархисти още от гимназията, където взимат участие в анархистически кръжок. Във времето на Първата световна война на фронта води антивоенна пропаганда. Редактира и разпространява заедно със Сава Гановски нелегалното издание на вестник „Войнишки вести“. След арест Михаил е изпратен в Софийския затвор, където е затворен и по-малкият му брат, като има направен опит да бъде отровен. Умира в родния си град вследстие на заболяване от туберкулоза.